# Francis Picabia
Francis Picabia, Francis-Marie Martinez Picabia (født 22. januar 1879 i Paris, død 30. november 1953 i Paris) var en fransk forfatter, maler og grafiker.
Francis Picabia var virksom inden for dadaismen og impressionismen og arbejdede med kunstnerrollen og forskellige stile.
Omkring 1911 blev han en del af Puteaux Group(en)/Section d'Or, som mødtes i Jacques Villon (en)s atelier i landsbyen Puteaux i Île-de-France nær Paris. Der blev han venner med kunstneren Marcel Duchamp og nær ven af Guillaume Apollinaire. Andre gruppemedlemmer inkluderede Albert Gleizes, Roger de La Fresnaye, Fernand Léger og Jean Metzinger.
1913 deltog han i Armory Show i New York, og Alfred Stieglitz lavede en enkeltudstilling med ham i sit galleri 291. I USA begyndte han en "mekanisk periode". 1915 grundlagde Stieglitz, Marius de Zayas og Picabia et nyt tidsskrift som de navngav 291 efter Stieglitz' galleri.
1916 var han i Barcelona og udgav et Dada-tidsskrift 391 med henvisning i navnet til 291. Tidsskriftet fik en forlænget levetid da Marcel Duchamp støttede det fra USA. Interessen varede nogle år, til han udviklede sans for surrealismen. Fra 1925 var han tilbage i figurativt maleri.
I midten af 1930'erne indledte Picabia en mere figurativ fase med billeder hentet fra pinup-magasiner, opforstørrede filmstjerner og populærbilleder. Kunstværkerne var ofte i en romantiseret og dekadent stil. 
Han var ven med såvel Gertrude Stein som Guillaume Apollinaire og Marcel Duchamp.
| - Fotografier - Gabriële(en) og Francis Picabia i Seville/Sevilla?), 1909 - Marcel Duchamp, Francis Picabia og Beatrice Wood, New York 1917 - En gruppe dada-kunstnere, Paris 1920 |

| - Inboksens 'kendte værker' - Kærlighedsparade, 1917 Parade amoureuse - Corrida, 1925-27 La corrida - Matadoren i arenaen, 1940-41 Le Matador dans l'arène |

| - Dada-perioden - Maskinen kører hurtigt, 1917 Machine tournez vite - Optophone(en) Ca. 1922 - Fjer, ca. 1924 Plumes - Blomsterkrukke Ca. 1924 Pot de fleurs |

| - Kubisme og surrealisme - Ved Sedellas bredder, 1909 Bords de la Sédelle - Landskab ved Cassis(en), o. 1912 Paysage à Cassis - Forårsdans, 1912 Danse au printemps - Udnie(en), 1913 Udnie - Den nye mand Ca. 1924 L'Homme nouveau - Idylle, o. 1926, - Bryster, 1927 Les Seins |

| - Efter 2. verdenskrig - Maleri af en bedre fremtid, 1945 La Peinture du meilleur avenir - Lu-Li, 1947-1949 - Det subtile barbaris fejhed(?), 1949 Lâcheté de la barbarie subtile - U, 1950 - Levende maleri, 1951 Tableau vivant |